# Petra Mede
Petra Maria Mede, švedska komedijantka, plesalka, igralka in televizijska voditeljica *7. marec 1970

## Zgodnje življenje
Petra Maria Mede se je rodila v Stockholmu mami Ulli in očetu Klasu 7. marca 1970. Kmalu po rojstvu pa so se preselili v Partilleju blizu Göteborga. Petra je diplomirala iz filozofije in francoskega jezika ter ima mlajšo sestro po imenu Anne Mede Ageling. 

## Kariera
Petra je kariero začela kot plesalka, vendar je njeno kariero prekinila poškodba hrbta pri 20 letih. Delala je tudi kot turistična vodnica v Stockholmu, preden se je začela ukvarjati s komedijo. Leta 2005 je sodelovala na tekmovanju za komike. 
Širški javnosti je postala znana ko je leta 2008 na Melodifestivalu razglasila točke iz Sundsvalla.  Leta 2009 pa je vodila Melodifestivalen 2009, kjer so izbrali švedskega predstavnika za Pesem Evrovizije 2009.  Istega jela je bila izbrana za najboljšo švedsko komedijantko. Leta 2010 je začela voditi svojo lastno oddajo z naslovom Petra Mede Show. 
Maja 2013 je Petra gostila tekmovanje za Pesem Evrovizije 2013 v Malmöju.  Bila je prva evrovizijska voditeljica po skoraj 20 letih, po Mary Kennedy leta 1995, ki je samostojno vodila festival. V finalu ji je družbo delal Eric Saade. 
Leta 2015 je Mede skupaj z Grahamom Nortonom gostila koncertno oddajo Eurovision Song Contest's Greatest Hits ob 60. obletnici EBU, ki je bila posneta 31. marca na Eventim Apollo v Hammersmithu v Londonu in je bila pozneje predvajana v 27 državah. 
Mede je nato gostila Pesem Evrovizije 2016 v Stockholmu skupaj z zmagovalcem prejšnjega leta Månsom Zelmerlöwom  in se tako pridružil Katie Boyle in Jacqueline Joubert, ki sta tekmovanje gostili več kot enkrat.  Petra je nato skupaj z Malin Akerman vodila še Pesem Evrovizije 2024 v Malmöju na Švedskem. 

## Osebno življenje
Petra je poliglot, govori švedsko, angleško, špansko, italijansko in francosko.  Skupaj z nekdanjim partnerjem Mattiasom Güntherjem ima hčerko rojeno leta 2012. Leta 2015 sta se z možem Güntherjem razšla. Leta 2022 je rodila še eno hčerko. 